# پیتاکوس

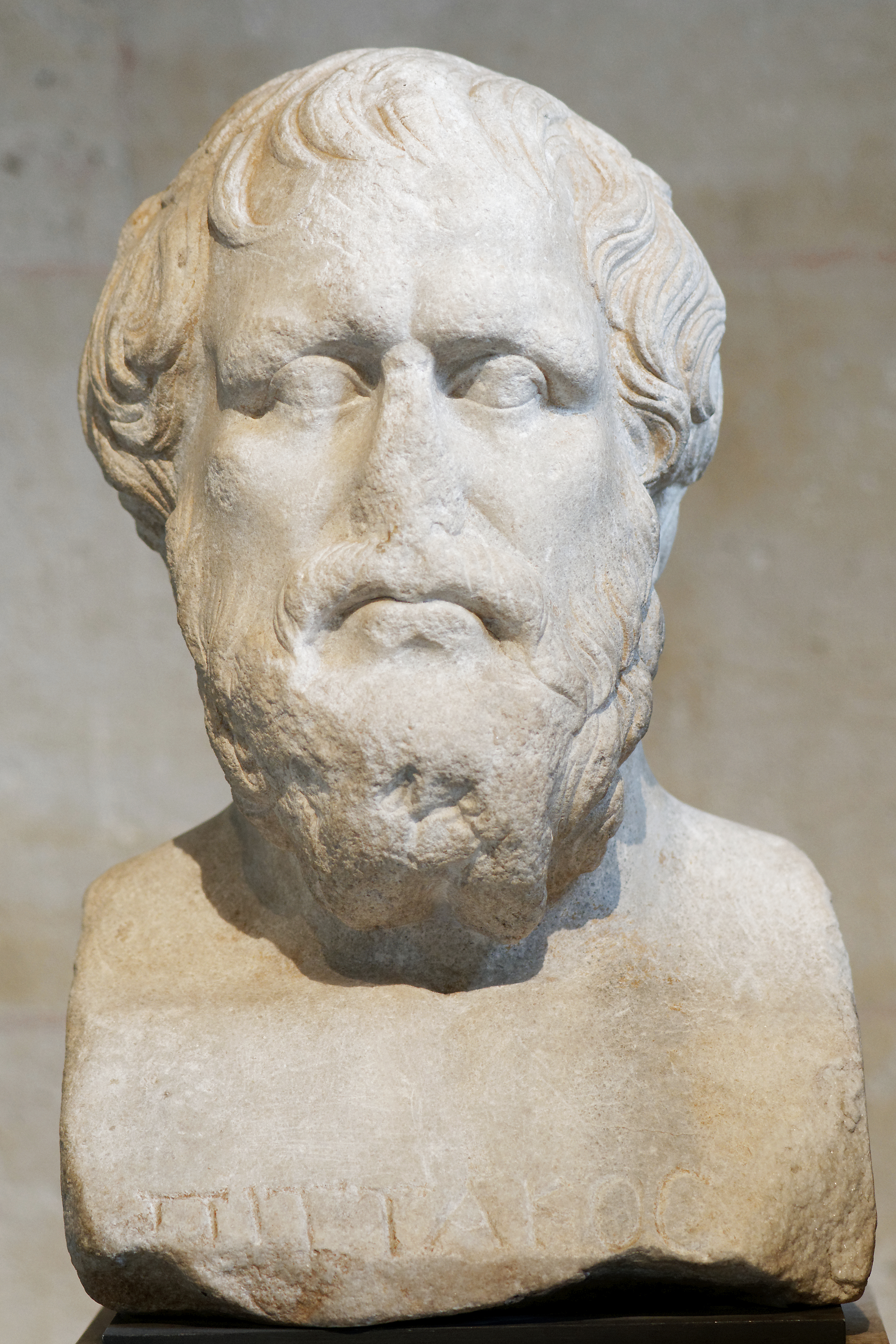

پیتاکوس مولیتینی (به یونانی: Πίττακος) فرزند هیرادیوس، در سال ۶۵۰ پیش از میلاد در جزیرهٔ میتیلن زاده شد و در ۵۷۹ درگذشت. پیتاکوس در زمان حیات از فرماندهان مقتدر نظامی بود. به سبب درایت در مدیریت نظامی، یونانیان باستان او را در شمار حکمای سبعه آورده‌اند.
وی در جنگی با آتنی‌ها در سواحل ایونیه، با فرمانده ایشان فرینون توافق کرد که نتیجه نبرد با جنگ تن به تن دو ژنرال معلوم شود. سپس مخفیانه در زیر سپر خود تور پنهان کرد و در هنگام دوئل بر روی فرینون انداخته و وی را که گیر افتاده بود کشت. این‌گونه سرنوشت جنگ بدون خون‌ریزی بسیار تعیین شده و پیتاکوس بسیار معروف شد. وی همچنین رشوه‌ی هنگفتی که آلیاتس پادشاه لیدیه به وی پیشنهاد کرده بود را نپذیرفت. 
گویا پسر وی توسط آهنگری با ضربت تبر به قتل می‌رسد و هنگامی که قاتل را نزد او (که حاکم شهر بود) آوردند، از انتقام چشم‌پوشی کرد. بعد از این ضرب‌المثلی از سخن وی در زبان یونانی وارد شد که «شیرینی بخشش بهتر از انتقام گرفتن است». 